# Andreas Steinhaus

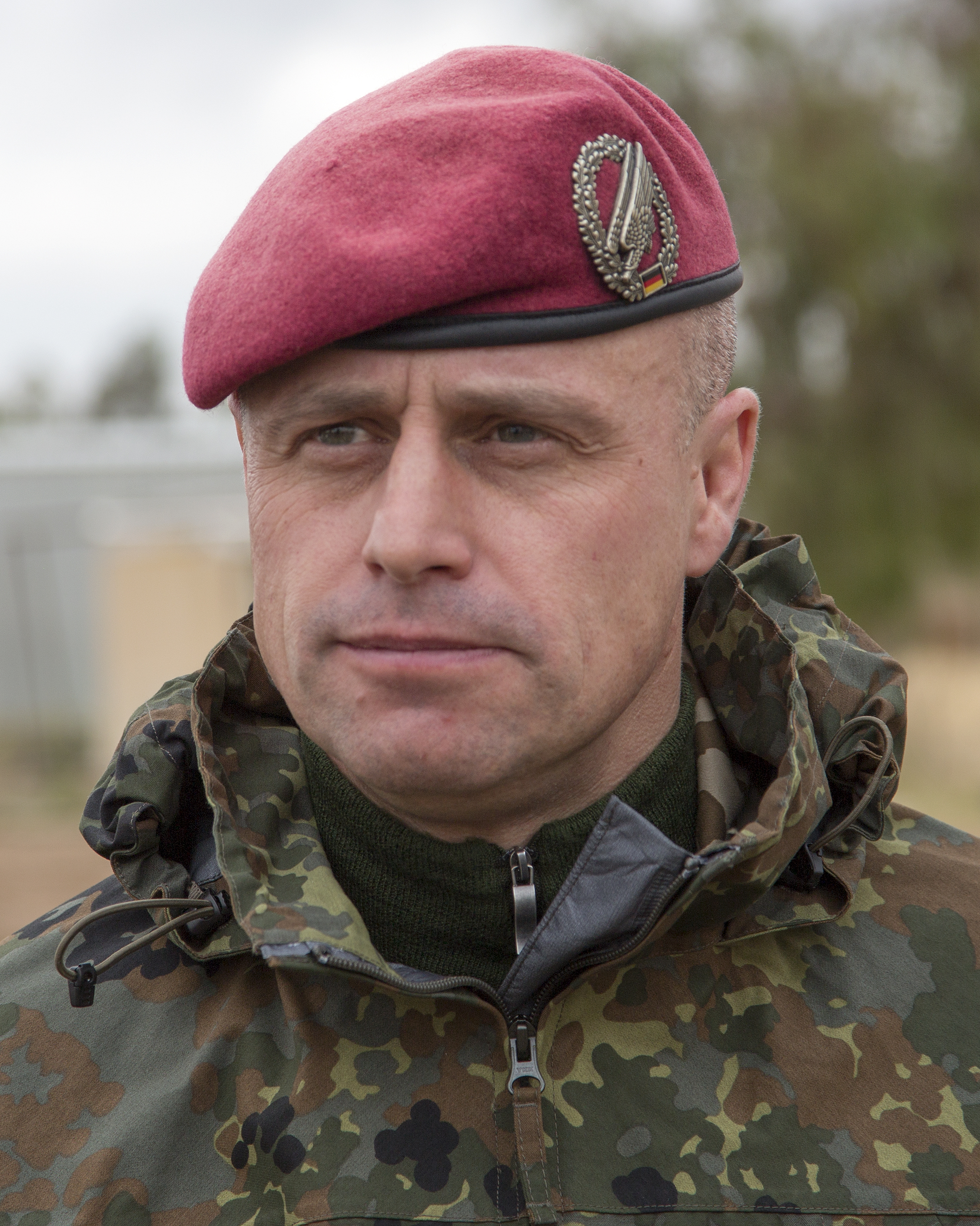
Andreas Steinhaus, 2017

Andreas Steinhaus (* 16. Juni 1968) ist ein Brigadegeneral des Heeres der Bundeswehr und seit März 2025 Kommandeur der Infanterieschule in Hammelburg.

## Leben

### Ausbildung und erste Verwendungen
Steinhaus trat 1987 beim Panzergrenadierbataillon 222 in der Werdenfelser Kaserne in Murnau am Staffelsee in die Bundeswehr ein und absolvierte bis 1990 als Offizieranwärter die Offizierausbildung zum Offizier des Truppendienstes. Anschließend studierte er bis 1994 Maschinenbau an der Universität der Bundeswehr Hamburg. Ab 1994 folgte eine Verwendung als Zugführer in der 4. Kompanie des Fallschirmjägerbataillons 313 in der Friesland-Kaserne in Varel und ab 1996 als Kompaniechef der 3. Kompanie dieses Bataillons. Von 1999 bis 2000 war er S4-Offizier (Logistik) in dessen Bataillons-Stab.

### Dienst als Stabsoffizier
Von 2000 bis 2002 absolvierte Steinhaus im 43. Generalstabslehrgang Heer an der Führungsakademie der Bundeswehr in Hamburg die Ausbildung zum Offizier im Generalstabsdienst. Anschließend wurde er als G3-Stabsoffizier (Konzeption/Weiterentwicklung) in der Abteilung I des Heeresamtes in der Konrad-Adenauer-Kaserne in Köln verwendet, bevor er 2004 bis 2005 am Generalstabslehrgang an der Königlichen Militärakademie in Brüssel in Belgien teilnahm. Von 2005 bis 2007 war Steinhaus Referent in der Abteilung V (Einsatz Bundeswehr) im Führungsstab der Streitkräfte im Bundesministerium der Verteidigung (BMVg) auf der Hardthöhe in Bonn und danach bis 2009 Chef des Stabes der Luftlandebrigade 26 in der Graf-Werder-Kaserne in Saarlouis. Von 2009 bis 2011 führte er das Fallschirmjägerbataillon 263 in der Niederauerbach-Kaserne in Zweibrücken als Bataillonskommandeur und war anschließend bis 2013 G3-Stabsoffizier Joint Assessment für die International Security Assistance Force (ISAF) im Joint Forces Command Brunssum in den Niederlanden. 2013 wurde Steinhaus Dezernatsleiter in der Generalstabsabteilung 3 (Planung) bei der Division Spezielle Operationen, später Division Schnelle Kräfte, in der Herrenwald-Kaserne in Stadtallendorf und ab 2014 Leiter dieser Abteilung. Von 2015 bis 2018 war Steinhaus Regimentskommandeur des Fallschirmjägerregiments 26 in Zweibrücken, bevor er bis 2019 als Chef des Stabes zur Division Schnelle Kräfte in Stadtallendorf zurückkehrte. 2019 wurde Steinhaus Referatsleiter des Referats Strategie und Einsatz II 1 (Militärpolitik und Einsatz Region Asien, Ozeanien und Amerika) im BMVg im Bendlerblock in Berlin und 2020 Büroleiter sowie persönlicher Referent von Peter Tauber bzw. ab 2021 von Siemtje Möller, Parlamentarische Staatssekretäre beim Bundesminister der Verteidigung.

### Dienst als General
Im März 2023 übernahm Steinhaus die Führung über die Luftlandebrigade 1 in Saarlouis im Dienstgrad Oberst. Am 28. Juni 2023 erfolgte Steinhaus' Ernennung zum Brigadegeneral. Seit 21. März 2025 ist er Kommandeur der Infanterieschule in Hammelburg.

### Auslandseinsätze
Steinhaus nahm an folgenden Auslandseinsätzen der Bundeswehr teil:
- 1997: Kompaniechef der 3. Kompanie des Gepanzerten Einsatzbataillons der Deutsch-Französischen Brigade bei der SFOR in Bosnien und Herzegowina
- 2011: Kommandeur des Ausbildungs- und Schutzbataillons der International Security Assistance Force in Kundus in Afghanistan
- 2013/2014: Büroleiter für den Kommandeur des Regional Command North der International Security Assistance Force in Afghanistan
- 2017/2018: Kommandeur des Deutschen Einsatzkontingents im Irak und Kommandeur des multinationalen Kurdistan Training Coordination Center
- April 2023: Stellvertretender Führer der Joint Task Force und Führer der Kräfte Sudan bei der militärischen Evakuierungsoperation in Khartum während der Kämpfe im Sudan 2023

## Privates
Steinhaus ist verheiratet und hat zwei Kinder.